# Antonio Sanabria
Arnaldo Antonio Sanabria Ayala (ur. 4 marca 1996 w San Lorenzo) – paragwajski piłkarz występujący na pozycji napastnika we włoskim klubie Torino FC oraz w reprezentacji Paragwaju.

## Kariera klubowa
Sanabria początkowo trenował futsal, później jednak zdecydował się na piłkę nożną. W 2004 roku dołączył do szkółki młodzieżowej Cerro Porteño. W 2007 roku wraz z rodzicami przeniósł się do Hiszpanii, gdzie rozpoczął treningi z lokalnym klubem La Blanca Subur CF.
W 2009 roku, w wieku 13 lat, Sanabria został graczem akademii piłkarskiej FC Barcelony. Rok później przesunięto go do La Masii. We wrześniu 2012 roku Sanabria został zaproszony przez Tito Vilanovę na trening pierwszej drużyny.
W sierpniu 2013 roku przesunięto go do zespołu rezerw. 29 września Sanabria zaliczył oficjalny debiut, występując przez 22 minuty w przegranym 0:1 spotkaniu z Mallorką. 20 listopada odrzucił ofertę przedłużenia kontraktu z klubem. Trzy dni później zdobył swoją pierwszą bramkę dla Barcelony B, która przegrała jednak 1:2 z UD Las Palmas.
W styczniu 2014 roku został graczem Sassuolo, jednak już pół roku później trafi do Romy. W sierpniu 2015 został wypożyczony do Sportingu Gijón.

## Kariera reprezentacyjna
Sanabria ma za sobą grę w młodzieżowych kadrach Paragwaju do lat 17 i do lat 20. 14 sierpnia 2013 roku zadebiutował w seniorskiej reprezentacji podczas zremisowanego 3:3 spotkania z Niemcami.

## Statystyki kariery
(aktualne na dzień 6 czerwca 2019)
| Klub                  | Sezon              | Liga               | Liga  | Liga   | Puchar kraju | Puchar kraju | Europa | Europa | Suma  | Suma   |
| Klub                  | Sezon              | Liga               | Mecze | Bramki | Mecze        | Bramki       | Mecze  | Bramki | Mecze | Bramki |
| --------------------- | ------------------ | ------------------ | ----- | ------ | ------------ | ------------ | ------ | ------ | ----- | ------ |
| FC Barcelona B        | 2013/14            | Segunda División   | 10    | 3      | –            | –            | –      | –      | 10    | 3      |
| Sassuolo              | 2013/14            | Serie A            | 2     | 0      | 0            | 0            | –      | –      | 2     | 0      |
| AS Roma               | 2013/14            | Serie A            | 2     | 0      | 0            | 0            | 0      | 0      | 2     | 0      |
| Sporting Gijón (wyp.) | 2015/16            | Primera División   | 29    | 11     | 1            | 0            | –      | –      | 30    | 11     |
| Real Betis            | 2016/17            | Primera División   | 22    | 4      | 0            | 0            | –      | –      | 22    | 4      |
| Real Betis            | 2017/18            | Primera División   | 16    | 8      | 0            | 0            | –      | –      | 16    | 8      |
| Real Betis            | 2018/19            | Primera División   | 15    | 2      | 3            | 1            | 5      | 2      | 23    | 5      |
| Genoa CFC (wyp.)      | 2018/19            | Serie A            | 15    | 3      | 0            | 0            | 0      | 0      | 15    | 3      |
| Ogólnie w karierze    | Ogólnie w karierze | Ogólnie w karierze | 111   | 29     | 4            | 1            | 5      | 2      | 120   | 32     |